# Противопожарное обустройство лесов
Противопожа́рное устро́йство в леса́х — система организационных, технических и лесоводственных мероприятий, направленных на предупреждение лесных пожаров, снижение степени пожарной опасности, повышение пожароустойчивости лесов, обнаружение пожаров в начале их развития и их ликвидацию; разработка документов, обосновывающих уровень охраны лесов, виды и объемы профилактических мероприятий, потребность в службах обнаружения и тушения лесных пожаров, кадрах, материальных и финансовых затратах.

## Законодательство
В соответствии с Лесным кодексом России, противопожарное обустройство лесов  является одним из видов деятельности по предупреждению лесных пожаров. Согласно статье 53.1 Лесного кодекса (введена Федеральным законом от 29.12.2010 N 442-ФЗ), меры противопожарного обустройства лесов включают в себя:
- строительство, реконструкцию и эксплуатацию лесных дорог, предназначенных для охраны лесов от пожаров;
- строительство, реконструкцию и эксплуатацию посадочных площадок для самолетов, вертолетов, используемых в целях проведения авиационных работ по охране и защите лесов;
- прокладку просек, противопожарных разрывов, устройство противопожарных минерализованных полос;
- строительство, реконструкцию и эксплуатацию пожарных наблюдательных пунктов (вышек, мачт, павильонов и других наблюдательных пунктов), пунктов сосредоточения противопожарного инвентаря;
- устройство пожарных водоемов и подъездов к источникам противопожарного водоснабжения;
- проведение работ по гидромелиорации;
- снижение природной пожарной опасности лесов путём регулирования породного состава лесных насаждений и проведения санитарно-оздоровительных мероприятий;
- проведение профилактического контролируемого противопожарного выжигания хвороста, лесной подстилки, сухой травы и других лесных горючих материалов;
- иные определенные Правительством Российской Федерации меры.

Кроме того, согласно постановлению  Правительства РФ от 16 апреля 2011 г. N 281 «О мерах противопожарного обустройства лесов» было определено, что  к мерам противопожарного обустройства лесов, помимо мер, указанных в части 2 статьи 53.1 Лесного кодекса Российской Федерации, относятся:
- прочистка просек, прочистка противопожарных минерализованных полос и их обновление;
- эксплуатация пожарных водоемов и подъездов к источникам водоснабжения;
- благоустройство зон отдыха граждан, пребывающих в лесах в соответствии со статьей 11 Лесного кодекса Российской Федерации;
- установка и эксплуатация шлагбаумов, устройство преград, обеспечивающих ограничение пребывания граждан в лесах в целях обеспечения пожарной безопасности;
- создание и содержание противопожарных заслонов и устройство лиственных опушек;
- установка и размещение стендов и других знаков и указателей, содержащих информацию о мерах пожарной безопасности в лесах.

Нормативы противопожарного обустройства лесов установлены приказом Федерального агентства лесного хозяйства (Рослесхоза) №174 г. от 27 апреля 2012 г.

## Тенденции
Федеральное агентство лесного хозяйства (Рослесхоз) разработало программу развития лесного хозяйства на 2012 – 2020 годы. Документ предусматривает не только меры по борьбе с лесными пожарами, но и создание «эффективной системы воспроизводства лесов». В 2011 году стартовала программа материально-технического перевооружения региональных лесопожарных служб.
В 2013 г. премьер-министр России Дмитрий Медведев утвердил Основы государственной политики в области использования, охраны, защиты и воспроизводства лесов в Российской Федерации на период до 2030 года, предусматривающих разработку новых лесохозяйственных и природоохранных нормативов .
Также происходит понимание необходимости формирования и осуществления планов противопожарного обустройства лесов на региональном уровне. Это касается, прежде всего, системы противопожарных мероприятий не только на территории лесного фонда, но и на прилегающих к лесам землях (линейных объектах, населенных пунктах, промышленных и сельскохозяйственных предприятий).
На данный момент в России разрабатываются и внедряются инновационные системы, использующие высотные сооружения для организации видеонаблюдения за состоянием территории лесного фонда. Наиболее известной среди них является сколковская система мониторинга  леса «Лесной Дозор», которая внедрена в 20 регионах РФ и ближнего зарубежья.